# Mehmed al VI-lea
Mehmed al VI-lea (în turcă otomană محمد السادس, transliterat: Meḥmed-i sâdis sau وحيد الدين Vahideddin, în turcă Vahideddin sau VI Mehmed), care este, de asemenea, cunoscut ca Șahbaba (între care rudele sale) (n. 14 ianuarie 1861, Constantinopol, Imperiul Otoman – d. 16 mai 1926, San Remo, Liguria, Italia) a fost cel de-al 36-lea și ultimul sultan al Imperiului Otoman, domnind între 1918 și 1922. Fratele lui Mehmed V, el a aderat la tron ca cel mai mare membru de sex masculin al Casei lui Osman după sinuciderea lui Abdullaziz, Șehzade Yusuf Izzeddin, [1] moștenitor al tronului. El a fost încins cu Sabia lui Osman la 4 iulie 1918, ca cea de-a treizeci și șasea padișahă. Tatăl său a fost Sultan Abdulmecid I și mama a fost Gülüstü Hanım (1830 - 1865), o etnie abhaziană, fiica lui Tahir Bey Çaçba și soția sa Afișe Lakerba, numită inițial Fatma Çaçba. Mehmed a abdicat când sultanatul otoman a fost înlăturat în 1922.

## Domnia
Primul război mondial a fost un dezastru pentru Imperiul Otoman. Forțele britanice și aliate au cucerit Bagdad, Damasc și Ierusalim în timpul războiului și cea mai mare parte a Imperiului Otoman a fost împărțită între aliații europeni. La conferința de la San Remo din aprilie 1920, francezilor li sa acordat un mandat asupra Siriei, iar britanicii li s-au acordat un acord asupra Palestinei și Mesopotamiei. La 10 august 1920, reprezentanții lui Mehmed au semnat Tratatul de la Sèvres, care a recunoscut mandatele și ia recunoscut pe Hejaz drept stat independent.
Naționaliștii turci au respins decontarea de către cei patru semnatari ai sultanului. Un nou guvern, Marea Adunare Națională a Turciei, sub conducerea lui Mustafa Kemal (Atatürk), a fost format la 23 aprilie 1920, la Ankara (cunoscută sub numele de Angora). Noul guvern a denunțat regula lui Mehmed VI și comanda lui Süleyman Șefik Pasha, care era responsabil de armata însărcinată să lupte împotriva războiului civil pentru imperiu (Kuvâ-i İnzibâtiyye), ca rezultat al elaborării unei constituții temporare.

## Exil și moarte
Marea Adunare Națională a Turciei a desființat sultanatul la 1 noiembrie 1922, iar Mehmed al VI-lea a fost expulzat din Constantinopol. Plecând la bordul vasului de război britanic Malaya, pe 17 noiembrie, a plecat în exil în Malta; Mehmed mai târziu a trăit pe Riviera italiană.
La 19 noiembrie 1922, primul văr și moștenitor al lui Mehmed, Abdülmecid Efendi, a fost ales Calif, devenind noul șef al Casei Imperiale a lui Osman ca Abdulmecid al II-lea, înainte ca Califatul să fie desființat de Marea Adunare Națională a Turciei în 1924.
Mehmed a murit la 16 mai 1926 în Sanremo, Italia, și a fost îngropat la Moscheea Tekkiye a lui Sultan Suleiman Magnificul din Damasc [5].